# Spark-Renault SRT 01E
Spark-Renault SRT_01E – elektryczny samochód wyścigowy zaprojektowany na sezon 2014/2015 Formuły E. Samochód jest wynikiem dziesięciomiesięcznej współpracy między Spark Racing Technologies, McLaren Electronic Systems, Williams Advanced Engineering, Dallarą i Renault.

## Rozwój
Rozwój samochodu rozpoczął się we wrześniu 2012 roku. Oficjalnym kierowcą testowym był Lucas Di Grassi, który wcześniej zademonstrował prototyp o nazwie Formulec EF01. Ten model został zbudowany w 2010 roku; jego nadwozie zostało skonstruowane przez Mercedesa, a silnik – przez Siemensa.
W listopadzie 2012 roku McLaren Electronic Systems został ogłoszony dostawcą silnika elektrycznego, skrzyni biegów i układów elektronicznych. Wówczas to konsorcjum Formula E Holdings zamówiło od firmy Spark Racing Technologies 42 samochody. Przy konstrukcji pojazdów Spark współpracował z Dallarą.
28 marca 2013 roku Michelin został ogłoszony wyłącznym dostawcą opon dla Formuły E. 15 maja tego samego roku Renault zostało ogłoszone technicznym partnerem firmy Spark. Williams Advanced Engineering natomiast był odpowiedzialny za dostarczanie baterii.
10 września 2013 roku na Frankfurt Motor Show prezydent FIA Jean Todt oraz prezes Formula E Holdings Alejandro Agag zaprezentowali model Spark-Renault SRT_01E.

## Specyfikacja

### RESS
W modelu zostanie wykorzystany system RESS (Rechargeable Energy Storage System). RESS jest kompletnym urządzeniem do magazynowania energii za pomocą nośnika (np. koła zamachowego, kondensatora czy baterii). Projekt RESS musi być homologowany przez FIA.

### Silnik
Elektryczny silnik, skonstruowany przez McLaren Electronic Technologies, waży 26 kg i wytwarza 270 KM mocy maksymalnej. Silnik początkowo był rozwijany do McLarena P1.

### Ładowanie
Samochody Formuły E mogą być ładowane podczas treningów, kwalifikacji, wyścigu i innych określonych momentów podczas weekendu wyścigowego. Za bezprzewodowe ładowanie samochodu odpowiedzialne są Drayson Racing i jego techniczny partner, QualcommHALO. System ładowania, wykorzystujący podkładkę, był testowany w Draysonie B12/69EV, zmodyfikowanej wersji Loli B08/60.

### Opony
Michelin dostarczy 18-calowe opony bez podziału na mieszanki. Jeden komplet opon powinien wytrzymać cały weekend wyścigowy.